# Monfero (kommun)
Monfero är en kommun i Spanien. Den ligger i provinsen A Coruña i den autonoma regionen Galicien i nordvästra delen av landet, 500 km väster om huvudstaden Madrid. Antalet invånare är 1 818 (2024). Arean är 171,67 kvadratkilometer.